# Mygale
La Mygale è una casa automobilistica francese specializzata nella costruzione di vetture sportive a ruote scoperte. La società venne creata nel 1989 da Bertrand Decoster, e ha sede presso il Circuito di Nevers Magny-Cours.

## La produzione
La Mygale opera come costruttore automobilistico a contratto per alcune formule monomarca, quali la Formula Renault Campus e la Formula BMW; per quest'ultima opera in collaborazione con la branca statunitense della BMW, che è specializzata nel design delle vetture.

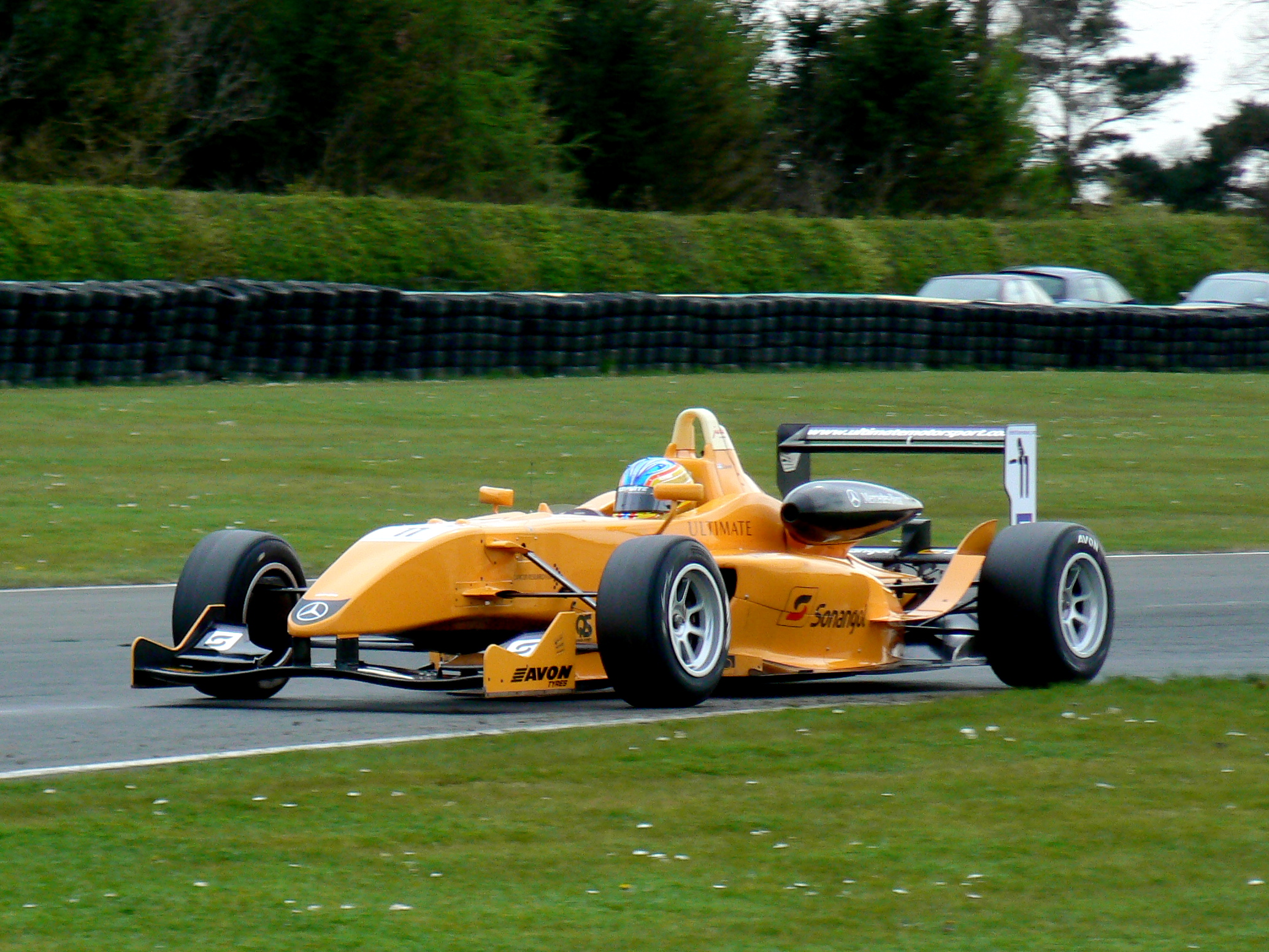
Mygale di Formula 3 del 2008

La società opera anche in categoria non monomarca: partecipa alla costruzione di vetture per la Formula Ford dalla sua fondazione. Nel 2006 è entrata anche in Formula 3; i primi modelli, denominati M-06 e M-07 sono apparsi in vari campionati come quello britannico, tedesco e nella F3 Euro Series. Nel 2007 si è maggiormente focalizzata sul campionato britannico, grazie a una collaborazione con la Ultimate Motorsport, che ottenne il quinto posto nella classifica riservata ai team.
La Mygale costruisce anche la Peugeot 207 Spider
Dal 2014 produce delle vetture destinate alla FIA Formula 4.

## Scuola di pilotaggio
La Mygale ha aperto, nel 1991, una scuola di pilotaggio, presso il Circuito di Linas-Montlhéry, vicino a Parigi, chiamata Formula Mygale.